# ليزا أرزاماسوفا
إليزافيتا «ليزا» نيكولايفنا أرزاماسوفا (بالروسية: Елизавета Николаевна Арзамасова)‏ (بالروسية:лизаве́та Никола́евна Арзама́сова، ولدت في 17 مارس 1995) ممثلة مسرحية و مذيعة أخبارية روسية.

## روابط خارجية
- ليزا أرزاماسوفا على موقع IMDb (الإنجليزية)
- ليزا أرزاماسوفا على موقع ديسكوغز (الإنجليزية)
- ليزا أرزاماسوفا على موقع قاعدة بيانات الفيلم (الإنجليزية)
- ليزا أرزاماسوفا على موقع كينوبويسك (الروسية)

ليزا أرزاماسوفا في قاعدة بيانات الأفلام على الإنترنت